# Comuna Lîpove, Talalaiivka
Lîpove (în ucraineană Липове) este o comună în raionul Talalaiivka, regiunea Cernihiv, Ucraina, formată din satele Berezovîțea, Jolobok, Lîpove (reședința) și Skorohodove.

## Demografie
Componența lingvistică a comunei Lîpove
     Ucraineană (98,15%)
     Rusă (1,68%)
     Alte limbi (0,06%)
Conform recensământului din 2001, majoritatea populației comunei Lîpove era vorbitoare de ucraineană (98,15%), existând în minoritate și vorbitori de rusă (1,68%).